# عبد الباقي حسنين
عبد الباقى حسنين (بالإنجليزية: Abdulbaqi Hasanain) بطل مصر والعالم في سباحة عبور المانش (جزء من المحيط الأطلسي الذي يفصل بريطانيا عن فرنسا)، من مواليد القاهرة في 7 يناير عام 1911، ولقب بمروض تماسيح النيل. هو والد السباحة العالمية سهير عبد الباقى. أحد رواد السباحة العربية الطويلة ممن عبروا المانش مع الأبطال المصريين حسن عبد الرحيم ومحمد إسحاق ومرعى حماد. حصل على عدة أوسمة رياضية منها وسام الرياضة عام 1955 ووسام الاستحقاق عام 1974. استثمرت السينما المصرية شهرته الرياضية فظهر ممثلاً بالعديد من الافلام، وقد توفى في 12 يناير 1997 ورصيده في التمثيل السينمائي عشرة أفلام.

## قائمة أفلامه
فيلم «قلبي دليلي» للمخرج أنور وجدي عام 1947
فيلم «من أين لك هذا» للمخرج نيازي مصطفى عام 1952
فيلم «كأس العذاب» للمخرج حسن الإمام عام 1952
فيلم «زمن العجائب» للمخرج حسن الإمام عام 1952
فيلم «قلبي على ولدي» للمخرج هنري بركات عام 1953
فيلم «الفارس الأسود» للمخرج نيازي مصطفى عام 1954
فيلم «المجانين في نعيم» للمخرج حسن الصيفي عام 1963
فيلم «عندما نحب» للمخرج فطين عبد الوهاب عام 1967
فيلم «شباب يحترق» للمخرج محمود فريد عام 1972
فيلم «ليلة شتاء دافئة» للمخرج أحمد فؤاد عام 1981

## وصلات خارجية
- عبد الباقي حسنين على موقع IMDb (الإنجليزية)
- عبد الباقي حسنين على موقع الدهليز
- عبد الباقي حسنين على موقع قاعدة بيانات الأفلام العربية
- عبد الباقي حسنين على الدهليز
- عبد الباقي حسنين على كاروهات